# Pilea formonensis
Pilea formonensis är en nässelväxtart som beskrevs av Ignatz Urban och Ekman. Pilea formonensis ingår i släktet pileor, och familjen nässelväxter. Inga underarter finns listade i Catalogue of Life.